# کنگاللا
کنگاللا (به لاتین: Kengalla) یک منطقهٔ مسکونی در سری‌لانکا است که در استان مرکزی (سری‌لانکا) واقع شده‌است.